# ガイウス・リキニウス・ゲタ
ガイウス・リキニウス・ゲタ（ラテン語: Gaius Licinius Geta、生没年不明）は、紀元前2世紀後期の共和政ローマの政治家。紀元前116年に執政官（コンスル）を、紀元前108年にはケンソル（監察官）を務めた。

## 出自
ゲタはプレブス（平民）であるリキニウス氏族の出身である。祖先のガイウス・リキニウスとプブリウス・リキニウスは紀元前493年に最初の護民官となっており、紀元前367年にはガイウス・リキニウス・ストロがリキニウス・セクスティウス法を制定してプレブスにも執政官への道を開き、紀元前364年には自身が氏族最初の執政官となった。しかし、その後1世紀半、リキニウス氏族の活躍は伝えられおらず、紀元前236年になってガイウス・リキニウス・ウァルスが執政官に就任している。その後氏族は多くの執政官を輩出することになるが、ゲタ家出身の執政官は彼一人である。

## 経歴
ゲタの早期の経歴は知られていない。執政官就任年とウィッリウス法の規定から、遅くとも紀元前119年にはプラエトル（法務官）務めたはずである。紀元前116年にはクィントゥス・ファビウス・マクシムス・エブルヌスと共に執政官に就任した。
執政官任期満了後の紀元前115年、ケンソル（監察官）グナエウス・ドミティウス・アヘノバルブスとルキウス・カエキリウス・メテッルス（ディアデマトゥスまたはダルマティクス）からのノタ・ケンソリアによって、ゲタは他の31名と共に、元老院を除名された。理由は伝わっていないが、キケロは『クルエンティウス弁護』の中で、彼の除名の理由として、「善良な道徳心に反する不道徳な行為」を挙げている。
次のケンスス（紀元前109年）により、ゲタは元老院議員に復帰した。監察官の一人マルクス・リウィウス・ドルススが任期途中で死亡したこともあって、再度監察官が選ばれることになり、ゲタは紀元前108年に監察官に就任した。同僚は執政官としても同僚であったエブルヌスであった。ブルヌスは自らの息子を不貞行為で処刑、マルクス・アエミリウス・スカウルスを第一人者に再指名した。

## 参考資料

### 古代の資料
- マルクス・トゥッリウス・キケロ『クルエンティウス弁護』

### 研究書
- Broughton, T. Robert S., The Magistrates of the Roman Republic, Vol I (1951)
- Smith, William, Dictionary of Greek and Roman Biography and Mythology, Vol II (1867)
- Münzer F. Licinius // Paulys Realencyclopädie der classischen Altertumswissenschaft . - 1926. - Bd. XIII, 1. - Kol. 214-215.